# Custoca Fiberglass Austria

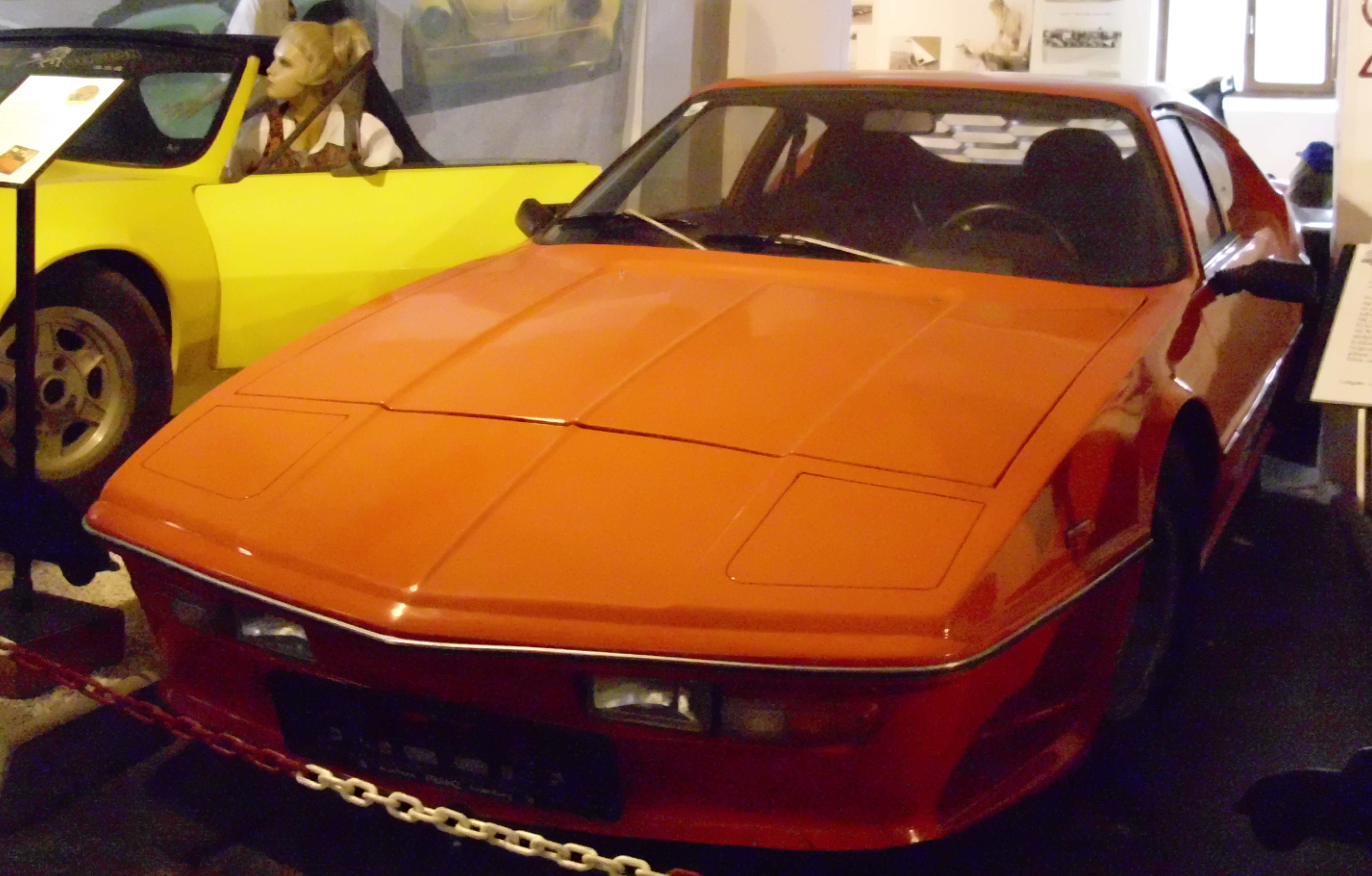
Custoca Taifun

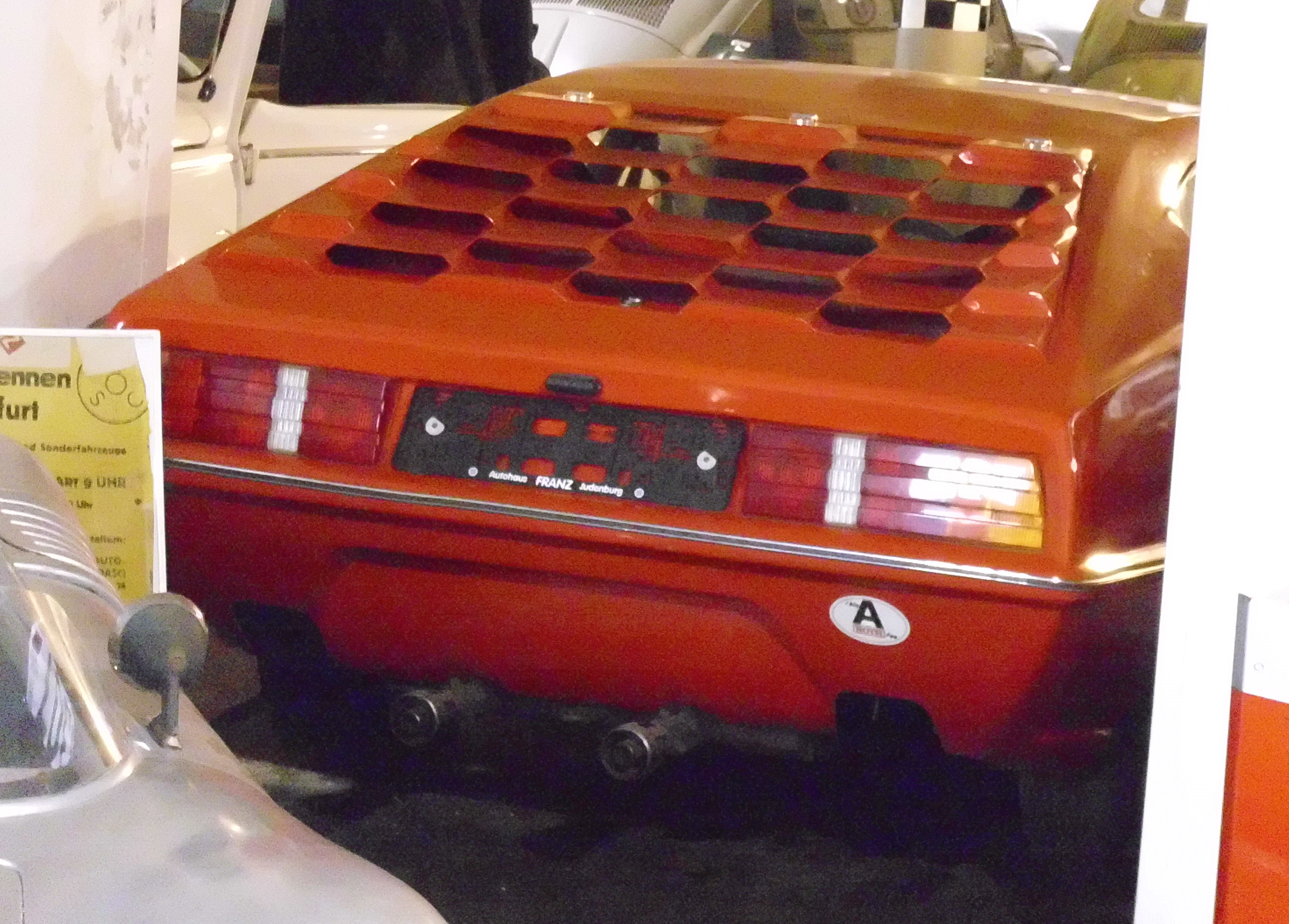
Custoca Taifun – Heckansicht

Custoca Fiberglass Austria, zuvor Custoca Kunststoffkarosserien, war ein Hersteller von Automobilen aus Österreich.

## Unternehmensgeschichte
Gerhard Höller gründete 1968 in Leoben Custoca Kunststoffkarosserien und begann 1970 mit der Produktion von Automobilen. Die Markennamen lauteten Custoca und anfangs Strato für ein Modell. 1974 erfolgte die Umfirmierung in Custoca Fiberglass Austria und der Umzug nach Kraubath an der Mur. 1986 endete die Produktion. 1994 wurde das Unternehmen aufgelöst.
Eine Quelle aus den 1970er Jahren gibt an, dass zu der Zeit jährlich etwa 50 Exemplare entstanden.

## Fahrzeuge

### Markenname Custoca
Das erste Modell Amigo war ein VW-Buggy. Eine weiterentwickelte Version des Coupés Strato hieß Taifun. Der Hurrycane (auch Hurrikan) ähnelte dem Ford GT 40. Alle Modelle basierten auf dem Fahrgestell des VW Käfer und verfügten somit über einen Heckmotor. Für den Antrieb standen verschiedene Motoren von VW und VW-Porsche zur Verfügung. Die Fahrzeuge waren auch als Kit Car erhältlich.

### Markenname Strato
Der Strato was insofern ein Sonderfall, weil er anfangs unter dem Markennamen Strato angeboten wurde. Er ähnelte dem Lamborghini Marzal. Alois Barmettler aus der Schweiz fertigte dieses Modell in Lizenz als Albar Jet.